# 薩拉布吉特·辛格
薩拉布吉特·辛格（1960年代—2013年5月2日）是一名被巴基斯坦法院認定從事恐怖行動與間諜任務的印度人。1990年時他被控參與在拉合爾與費薩拉巴德進行的一系列爆炸案而遭到逮捕，巴基斯坦方面則聲稱其本名為曼吉星·辛格（Manjit Singh）。
逮捕之後被送至拉合爾高等法院進行短暫審判，之後則送至巴基斯坦最高法院進行審理。最後在1991年時因造成14名路過民眾死亡而被判處死刑，不過巴基斯坦政府則遲遲沒有實際執行判決。然而在監禁期間辛格聲稱自己為居住在邊界附近的一般農民，在爆炸案後3個月因不小心從自己村莊誤入巴基斯坦國境而遭到逮捕。儘管之後所提出的5次特赦請求都紛紛遭到法院以及巴基斯坦總統駁回，巴基斯坦卻無限期地並未執行判決。
2012年5月28日時，辛格的律師再度提出請願以及申請特赦，並且表示在22年的監獄生活中辛格並沒有做出任何違規行為。同年6月26日，根據報導指稱巴基斯坦總統已經同意請願書中關於特赦的要求；但是5個小時後巴基斯坦政府公開澄清並未撤除關於薩拉布吉特的死刑，並且表示實際上獲得赦免者為另外一名叫作蘇爾吉特·辛格（Surjeet Singh）的囚犯。2013年4月時辛格遭到其獄友的襲擊並在不久後逝世。

## 生活
生於印度比基溫德的薩拉布吉特·辛格居住在旁遮普邦塔爾恩塔蘭地區的印度-巴基斯坦邊境處，他本人興趣為摔角以及飼養稀少的白鴿，而過去曾經在別人擁有的土地上耕作以謀生。他與其老婆以及兩個女兒共組成家庭，然而在1991年遭到逮捕後由他的姊姊達爾比爾·卡烏爾（Dalbir Kaur）照顧。

## 起訴

### 遭到逮捕
1990年8月28日晚間，薩拉布吉特·辛格在翻耕完農田後前往朋友的家中聚會，之後喝醉的他不慎迷路並且穿過無人盯防的邊境進入巴基斯坦國內，最後遭到駐守於卡蘇爾附近邊防設施的巴基斯坦遊騎兵逮捕。辛格和他的支持者事後聲稱巴基斯坦軍隊錯誤指控其為間諜以及恐怖行動當事人，並且強調其僅是因為喝醉而錯誤闖入巴基斯坦邊境的農民。而他的姊姊表示家族在發現他失蹤後隨即試圖找到其下落，但是之後9個月遲遲沒有獲得任何線索。在1年後他們才收到辛格親筆寫的信件，內容除了提到因為沒有身分證明文件而遭到逮捕外，同時拉合爾警方已經認定其涉嫌參與之前的爆炸案件，而他則因為被指控從事間諜任務與爆炸行動而被判處死刑。
然而有消息指出最早辛格本來是因為涉嫌非法穿越巴基斯坦國界而遭到拘捕，但是8天之後旁遮普省警察指控他參與1990年時在費薩拉巴德和拉合爾發生的恐怖爆炸事件。巴基斯坦警方並表示其為負責策劃4起、共造成14人死亡之爆炸案件的曼吉星·辛格（Manjit Singh），並且在恐怖攻擊結束後準備返回印度時遭到逮捕。隨後其被指控協助印度情報單位工作並且負責在巴基斯坦境內製造恐慌，而他本人也隨後坦承曾經參與爆炸行動。然而一些報導則指稱曼吉星·辛格實際上是在加拿大境內遭到逮捕，甚至也有消息指稱是在印度國內逮捕後遣返送至巴基斯坦。

### 判處死刑
1991年時，薩拉布吉特·辛格依照巴基斯坦軍事法而被判處死刑，之後高等法院以及最高法院也維持這一判決。2006年3月時，巴基斯坦最高法院以辛格的律師未能出席聽證會為由駁回了要求重新審判的請願書，然而辛格表示最高法院之所以駁回上訴申請是因為對於此事並不感到興趣。

### 案件爭議
2008年4月26日，父親與親屬在爆炸案中喪生的關鍵證人肖卡特·薩利姆（Shaukat Salim）在接受記者採訪時駁斥其原本在法庭上指稱辛格放置炸彈的說法，並表示他當時是受到警方極大的壓力下才做出偽證。薩拉布吉特的律師阿巴杜·拉納·哈米德（Abdul Rana Hamid）則表示由於沒有相應的法庭紀錄，這使得薩利姆證詞仍然沒有法律上的實質效力。而巴基斯坦人權運動家阿恩薩爾·柏尼則聲稱在政府提出的4份關於爆炸案的初步資料報告上，都未提到辛格或者其他可能有關連的名字；並且公開表示辛格是在1990年8月30日夜間因為非法穿越印度-巴基斯坦邊境之罪名而遭到卡蘇爾邊境檢查站逮捕，而在逮捕8天過後巴基斯坦警方才宣布其與恐怖炸彈案有所關聯，而這與巴基斯坦警方所提到的在逃跑時將其逮捕有所差別。
柏尼還認為由一起在費薩拉巴德的爆炸案與3起在拉合爾的爆炸案所組成的攻擊行動，儘管由4個不同警察局的警員在2個不同地區進行調查，但是不應該統一將地方法院審理的紀錄合併在一起、而是應該分成4份不同的報告進行處理。另外除了沒有關於要求證人向法官宣誓的紀錄之外，辛格在法官缺席的情況下要求給每位證人知悉，同時警方也在證人上法庭前便告訴後者辛格為炸彈案的兇手之一。而英國律師加斯·烏普帕（Jas Uppal）在審視指控方數項爭議行為後認為應該釋放辛格，並且提出數項爭議點：
- 指控方從未查出辛格身份從並在法庭上加以證明，而在沒有法醫證據的情況下便指控他參與炸彈襲擊事件。
- 在審判時特意以英語進行，然而在無法確知辛格是否理解的情況下也未提供翻譯。
- 有資料顯示在拘留期間辛格遭到折磨，最後被迫承認其犯下相關案件。
- 這次審判速度異常地快速，而許多主要證人在審判之後紛紛改變其說法。

## 外部連結
- Free Sarabjit Singh （页面存档备份，存于）